# Список римских императоров
Римский император (лат. Imperator Romanus) — титул и должность главы государства в Римской и Западной Римской империях.
В статье приведён список римских императоров в хронологическом порядке, курсивом выделены узурпаторы. Не обозначены полководцы, поднявшие восстания против центральной власти, но формально не провозглашённые императорами (за исключением традиционно включаемых, например, Макриана Старшего). В качестве соправителей указаны наследники власти (начиная с середины I века статус наследника почти всегда совпадал с титулом цезаря), официальные соправители, иногда — регенты при неактивности императора.
Курсивом указаны имена самозванцев; относящиеся к ним ячейки выделены серым оттенком фона.

## История
Первым правителем Рима с титулом императора стал Октавиан Август: после победы над Марком Антонием и возвращения из Египта он устроил триумф и 13 января 27 года до н. э. сложил с себя чрезвычайные полномочия перед Сенатом и объявил о реставрации Республики, но оставил за собой командование 5 легионами и звание императора (в качестве постоянного преномена).
После убийства императора Коммода Римская империя вступила в Кризис III века, когда начали появляться многочисленные узурпаторы. В 395 году Империя была окончательно поделена на западную и восточную части.
В 476 году был свергнут последний западноримский император Ромул Август (хотя формально императором считал себя до 480 года Юлий Непот). Западная Римская империя пала, а Восточная Римская империя, называемая историками с этого времени Византией, продолжала существовать ещё почти тысячу лет, до 1453 года, когда Константинополь был захвачен турками-османами, с перерывом с 1204 по 1261 год, когда Константинополь был захвачен крестоносцами. После падения Константинополя в 1453 османский султан   Мехмед II,  принял титул "Кайзер-и рум" - "Цезарь Рима", что было признано константинопольским патриархом.

## Принципат

### Юлии-Клавдии
| Имя | Имя на русском языке | Портрет | Годы правления                                                                      | Приход к власти                                                                            | Соправители | Годы жизни                                               |
| --- | --- | ------- | ----------------------------------------------------------------------------------- | ------------------------------------------------------------------------------------------ | --- | -------------------------------------------------------- |
| Октавиан Август лат. Gaius Octavius Thurinus лат. Gaius Iulius Caesar Octavianus лат. Gaius Iulius Caesar Octavianus Augustus    | Гай Октавий Фурин как приёмный сын Юлия Цезаря с 44 до н. э. — Гай Юлий Цезарь Октавиан как император — Гай Юлий Цезарь Октавиан Август         |         | 16 января 27 до н. э. — 19 августа 14 н. э.                                         | Как внучатый племянник (и приёмный сын по завещанию) Юлия Цезаря, после вооружённой борьбы | наследники — Марцелл (25 — 23 до н. э.), Агриппа (23 — 12 до н. э.), Гай (цезарь, 17 до н. э. — 4 н. э.), Луций (17 до н. э. — 2 н. э.), Агриппа Постум (4 — 6), Тиберий (6—14, цезарь с 4) | 23 сентября 63 до н. э., Рим — 19 августа 14 н. э., Нола |
| Тиберий лат. Tiberius Claudius Nero лат. Tiberius Iulius Caesar Augustus                                                         | Тиберий Клавдий Нерон как приёмный сын Октавиана с 4 — Тиберий Юлий Цезарь Август                                                               |         | 19 августа 14 — 16 марта 37                                                         | Пасынок и приёмный сын Октавиана                                                           | наследники — Германик (14—19, цезарь с 4), Друз (21—23, цезарь с 4), Нерон (23—27), Друз (23—30), Калигула (с 31, цезарь); Сеян (временщик, 23—31)                                          | 16 ноября 42 до н. э., Рим — 16 марта 37, Мизен          |
| Клемент лат. Clemens | Клемент (полное имя не сохранилось) |         | 16 (в Италии); казнён по приказу Тиберия                                            | Раб Агриппы Постума, выдавший себя за покойного хозяина и поднявший восстание              | Тиберий (противник) | ум. 16, Рим                                              |
| Калигула лат. Gaius Iulius Caesar лат. Gaius Iulius Caesar Augustus Germanicus                                                   | Гай Юлий Цезарь как император — Гай Юлий Цезарь Август Германик                                                                                 |         | 16 марта 37 — 24 января 41; убит заговорщиками во главе с Кассием Хереей            | Правнук Октавиана по женской линии, внучатый племянник и приёмный внук Тиберия             | наследники — Тиберий (37), Лепид (37—38) | 31 августа 12, Анций — 24 января 41, Рим                 |
| Клавдий лат. Tiberius Claudius Drusus лат. Tiberius Claudius Nero Germanicus лат. Tiberius Claudius Caesar Augustus Germanicus   | Тиберий Клавдий Друз с 4 — Тиберий Клавдий Нерон Германик с 42 — Тиберий Клавдий Цезарь Август Германик                                         |         | 24 января 41 — 13 октября 54; отравлен своей женой Агриппиной                       | Племянник Тиберия                                                                          | наследники — Британник (43—50), Нерон (с 50) | 1 августа 10 до н. э., Лугдун — 13 октября 54, Рим       |
| Скрибониан лат. Lucius Arruntius Camillus Scribonianus                                                                           | Луций Аррунтий Камилл Скрибониан |         | 42 (в Далмации); покончил с собой                                                   | Провозглашён войсками                                                                      | Клавдий (противник) | ум. 42, Исса                                             |
| Нерон лат. Lucius Domitius Ahenobarbus лат. Nero Claudius Caesar Drusus Germanicus лат. Nero Claudius Caesar Augustus Germanicus | Луций Домиций Агенобарб как приёмный сын Клавдия с 50 — Нерон Клавдий Цезарь Друз Германик после 54 года — Нерон Клавдий Цезарь Август Германик |         | 13 октября 54 — 9 июня 68; покончил с собой после провозглашения императором Гальбы | Пасынок и приёмный сын Клавдия                                                             | | 15 декабря 37, Анций — 9 июня 68, Рим                    |
| Макр лат. Lucius Clodius Macer                                                                                                   | Луций Клодий Макр |         | май — октябрь 68 (в Африке); убит по приказу Гальбы                                 | Провозглашён войсками                                                                      | Нерон (противник), Гальба (противник) | ум. октябрь 68, Карфаген                                 |

### 1-е междуцарствие
| Имя                                                                              | Имя на русском языке                                                          | Портрет | Годы правления                                                               | Приход к власти       | Соправители                             | Годы жизни                                      |
| -------------------------------------------------------------------------------- | ----------------------------------------------------------------------------- | ------- | ---------------------------------------------------------------------------- | --------------------- | --------------------------------------- | ----------------------------------------------- |
| Гальба лат. Servius Sulpicius Galba лат. Servius Galba Imperator Caesar Augustus | Сервий Сульпиций Гальба как император — Сервий Гальба Император Цезарь Август |         | 8 июня 68 — 15 января 69; убит приверженцами Отона                           | Провозглашён сенатом  | Лициниан (цезарь)                       | 24 декабря 3, ок. Таррацины — 15 января 69, Рим |
| Отон лат. Marcus Salvius Otho лат. Marcus Otho Caesar Augustus                   | Марк Сальвий Отон как император — Марк Отон Цезарь Август                     |         | 15 января — 16 апреля 69; покончил с собой после поражения от войск Вителлия | Провозглашён сенатом  | Вителлий (противник)                    | 25 апреля 32, Витербий — 16 апреля 69, Рим      |
| Вителлий лат. Aulus Vitellius лат. Aulus Vitellius Germanicus Augustus           | Авл Вителлий как император — Авл Вителий Германик Август                      |         | 17 апреля — 20 декабря 69; убит после поражения от войск Веспасиана          | Провозглашён войсками | Отон (противник), Веспасиан (противник) | 25 сентября 15 — 20 декабря 69, Рим             |

### Флавии
| Имя | Имя на русском языке                                                                     | Портрет | Годы правления                             | Приход к власти                              | Соправители           | Годы жизни                                     |
| --- | ---------------------------------------------------------------------------------------- | ------- | ------------------------------------------ | -------------------------------------------- | --------------------- | ---------------------------------------------- |
| Веспасиан лат. Titus Flavius Vespasianus лат. Titus Flavius Caesar Vespasianus Augustus                           | Тит Флавий Веспасиан как император — Тит Флавий Цезарь Веспасиан Август                  |         | 1 июля 69 — 24 июня 79                     | Провозглашён войсками                        | Вителлий (противник)  | 17 ноября 9, Викус Фалакрина — 24 июня 79, Рим |
| Юлий Сабин лат. Gaius (?) Iulius Sabinus                                                                          | Гай (?) Юлий Сабин                                                                       |         | 69—70 (в Галлии); захвачен в плен и казнён | Возглавил восстание галльских племён         | Веспасиан (противник) | ум. 79, Рим                                    |
| Тит лат. Titus Flavius Vespasianus лат. Titus Flavius Caesar Vespasianus Augustus                                 | Тит Флавий Веспасиан как император — Тит Флавий Цезарь Веспасиан Август                  |         | 24 июня 79 — 13 сентября 81                | Старший сын Веспасиана                       |                       | 30 декабря 39, Рим — 13 сентября 81, Рим       |
| Терентий Максим лат. Terentius Maximus                                                                            | Терентий Максим (Лже-Нерон)                                                              |         | 79—80                                      | Выдавал себя за спасшегося императора Нерона | Тит (противник)       | неизвестно                                     |
| Домициан лат. Titus Flavius Domitianus лат. Caesar Domitianus Augustus лат. Caesar Domitianus Augustus Germanicus | Тит Флавий Домициан с 81 — Цезарь Домициан Август с 83 — Цезарь Домициан Август Германик |         | 14 сентября 81 — 18 сентября 96            | Младший сын Веспасиана                       |                       | 24 октября 51, Рим — 18 сентября 96, Рим       |

### Антонины
| Имя | Имя на русском языке | Портрет | Годы правления | Приход к власти                                                                              | Соправители              | Годы жизни                                       |
| --- | --- | ------- | --- | -------------------------------------------------------------------------------------------- | ------------------------ | ------------------------------------------------ |
| Нерва лат. Marcus Cocceius Nerva лат. Marcus Cocceius Nerva Caesar Augustus | Марк Кокцей Нерва как император — Марк Кокцей Нерва Цезарь Август |         | 18 сентября 96 — 27 января 98 | Провозглашён сенатом                                                                         |                          | 8 ноября 30, Нарния — 27 января 98, Рим          |
| Траян лат. Marcus Ulpius Traianus лат. Caesar Marcus Ulpius Nerva Traianus лат. Caesar Nerva Traianus Augustus | Марк Ульпий Траян как приёмный сын Нервы с 97 — Цезарь Марк Ульпий Нерва Траян как император — Цезарь Нерва Траян Август |         | 28 января 98 — 8/9 августа 117 | Популярный полководец, усыновлённый бездетным Нервой                                         |                          | 15 сентября 53, Бетика — 9 августа 117, Селинунт |
| Адриан лат. Publius Aelius Hadrianus лат. Caesar Publius Aelius Traianus Hadrianus Augustus | Публий Элий Адриан как император — Цезарь Публий Элий Траян Адриан Август |         | 11 августа 117 — 10 июля 138 | Двоюродный племянник и приёмный сын Траяна, женатый на его внучатой племяннице               |                          | 24 января 76, Рим — 10 июля 138, Байи            |
| Антонин Пий лат. Titus Aurelius Fulvus Boionius Arrius Antoninus лат. Titus Aelius Caesar Antoninus лат. Caesar Titus Aelius Hadrianus Antoninus Augustus | Тит Аврелий Фульвий Бойний Аррий Антонин как приёмный сын Адриана с 25 февраля 138 — Тит Элий Цезарь Антонин как император — Цезарь Тит Элий Адриан Антонин Август |         | 10 июля 138 — 7 марта 161 | Приёмный сын Адриана, женатый на племяннице его жены                                         |                          | 19 сентября 86, Ланувий — 7 марта 161, Лорий     |
| Луций Вер лат. Lucius Ceionius Commodus лат. Lucius Aelius Aurelius Commodus лат. Caesar Lucius Aurelius Verus Augustus | Луций Цейоний Коммод как приёмный сын Антонина Пия с 138 — Луций Элий Аврелий Коммод как император — Цезарь Луций Аврелий Вер Август |         | 7 марта 161 — март 169 (соправитель Марка Аврелия)                                                                                   | Сын Луция Элия, приёмного сына Адриана; приёмный сын Антонина Пия и зять Марка Аврелия       | Марк Аврелий             | 15 декабря 130, Рим — январь 169, Алтин          |
| Марк Аврелий лат. Marcus Annius Catilius Severus лат. Marcus Aelius Aurelius Verus лат. Caesar Marcus Aurelius Antoninus Augustus | Марк Анний Катилий Север как приёмный сын Антонина Пия с 136 — Марк Элий Аврелий Вер как император — Цезарь Марк Аврелий Антонин Август |         | 7 марта 161 — март 169 (соправитель Луция Вера), март 169 — 17 марта 180                                                             | Племянник и приёмный сын Антонина Пия, женатый на его дочери, своей кузине; тесть Луция Вера | Луций Вер, Коммод        | 26 апреля 121, Рим — 17 марта 180, Виндобона     |
| Авидий Кассий лат. Gaius Avidius Cassius | Гай Авидий Кассий |         | 175 (в Сирии и Египте); убит своими солдатами                                                                                        | Полководец, поднявший восстание и провозгласивший себя императором                           | Марк Аврелий (противник) | 130, Кир — июль 175, Египет                      |
| Коммод лат. Marcus Aurelius Commodus Antoninus Augustus лат. Caesar Lucius Aurelius Commodus лат. Caesar Lucius Aurelius Commodus Augustus лат. Caesar Lucius Aurelius Commodus Antoninus Augustus лат. Caesar Marcus Aurelius Commodus Antoninus Augustus лат. Caesar Lucius Aelius Aurelius Commodus Augustus | Марк Аврелий Коммод Антонин Август с 166 — Цезарь Луций Аврелий Коммод как соправитель Марка Аврелия — Цезарь Луций Аврелий Коммод Август после смерти Марка Аврелия — Цезарь Луций Аврелий Коммод Антонин Август с осени 180 — Цезарь Марк Аврелий Коммод Антонин Август в 192 — Цезарь Луций Элий Аврелий Коммод Август |         | 17 июня 177 — 17 марта 180 (соправитель Марка Аврелия), 17 марта 180 — 31 декабря 192; задушен рабом Нарциссом в результате заговора | Сын Марка Аврелия                                                                            | Марк Аврелий             | 31 августа 161, Ланувий — 31 декабря 192, Рим    |

### 2-е междуцарствие
| Имя                                                                                                 | Имя на русском языке                                                            | Портрет | Годы правления                                                                                               | Приход к власти                          | Соправители                                             | Годы жизни                                      |
| --------------------------------------------------------------------------------------------------- | ------------------------------------------------------------------------------- | ------- | --- | ---------------------------------------- | ------------------------------------------------------- | ----------------------------------------------- |
| Пертинакс лат. Publius Helvius Pertinax лат. Caesar Publius Helvius Pertinax Augustus               | Публий Гельвий Пертинакс как император — Цезарь Публий Гельвий Пертинакс Август |         | 1 января — 28 марта 193; убит преторианцами                                                                  | Провозглашён сенатом                     |                                                         | 1 августа 126, Альба Помпея — 28 марта 193, Рим |
| Дидий Юлиан лат. Marcus Didius Severus Iulianus лат. Caesar Marcus Didius Severus Iulianus Augustus | Марк Дидий Север Юлиан как император — Цезарь Марк Дидий Север Юлиан Август     |         | 28 марта — 1 июня 193; после подхода к Риму войск Септимия Севера был низложен сенатом и приговорён к смерти | Провозглашён подкупленными преторианцами | Песценний Нигер (противник), Септимий Север (противник) | 30 января 133, Медиолан — 1 июня 193, Рим       |
| Песценний Нигер лат. Gaius Pescennius Niger                                                         | Гай Песценний Нигер                                                             |         | апрель 193 — 194 (в Сирии и Египте); после поражения от войск Септимия Севера был схвачен и казнён           | Провозглашён войсками                    | Дидий Юлиан (противник), Септимий Север (противник)     | 140—194, Сирия                                  |

### Северы
| Имя | Имя на русском языке | Портрет | Годы правления | Приход к власти | Соправители                                                                                   | Годы жизни                                                   |
| --- | --- | ------- | --- | --- | --------------------------------------------------------------------------------------------- | ------------------------------------------------------------ |
| Септимий Север лат. Lucius Septimius Severus лат. Caesar Lucius Septimius Severus Pertinax Augustus                                                                                        | Луций Септимий Север как император — Цезарь Луций Септимий Север Пертинакс Август |         | 9 апреля 193 — 4 февраля 211 | Провозглашён войсками | Дидий Юлиан (противник), Песценний Нигер (противник), Клодий Альбин (цезарь), Каракалла, Гета | 11 апреля 146, Лептис-Магна — 4 февраля 211, Эборак          |
| Клодий Альбин лат. Decimus Clodius Albinus лат. Decimus Clodius Septimius Albinus | Децим Клодий Альбин как приёмный сын Септимия Севера с 193 — Децим Клодий Септимий Альбин |         | апрель 193 — 195 (соправитель Септимия Севера), 195 — 19 февраля 197 (в Британии и Галлии); покончил с собой после поражения от войск Септимия Севера                       | Приёмный сын Септимия Севера; назначен Септимием Севером цезарем; провозгласил себя августом                                   | Септимий Север                                                                                | 150 — 19 февраля 197, Лугдун                                 |
| Каракалла лат. Lucius Septimius Bassianus лат. Marcus Aurelius Antoninus Caesar лат. Caesar Marcus Aurelius Antoninus Augustus лат. Caesar Marcus Aurelius Severus Antoninus Pius Augustus | Луций Септимий Бассиан с 195 — Марк Аврелий Антонин Цезарь как соправитель Септимия Севера — Цезарь Марк Аврелий Антонин Август после смерти Септимия Севера — Цезарь Марк Аврелий Север Антонин Пий Август |         | 198 — 4 февраля 211 (соправитель Септимия Севера), 4 февраля — 26 декабря 211 (соправитель Геты), 26 декабря 211 — 8 апреля 217; убит в результате заговора Макрина         | Старший сын Септимия Севера | Септимий Север, Гета                                                                          | 4 апреля 188, Лугдун — 8 апреля 217, Харрана                 |
| Гета лат. Publius Septimius Geta лат. Caesar Publius Septimius Geta Augustus | Публий Септимий Гета как соправитель Септимия Севера и Каракаллы — Цезарь Публий Септимий Гета Август |         | 209 — 4 февраля 211 (соправитель Септимия Севера), 4 февраля — 26 декабря 211 (соправитель Каракаллы); убит Каракаллой                                                      | Младший сын Септимия Севера | Септимий Север, Каракалла                                                                     | 28 мая 189, Рим — 26 декабря 211, Рим                        |
| Макрин лат. Marcus Opellius Macrinus лат. Caesar Marcus Opellius Severus Macrinus Augustus                                                                                                 | Марк Опеллий Макрин как император — Цезарь Марк Оппелий Север Макрин Август |         | 11 апреля 217 — 8 июня 218; убит после поражения от войск Гелиогабала | Провозглашён войсками | Диадумениан, Гелиогабал (противник)                                                           | ок. 164, Кесария Мавретанская — июнь 218, Каппадокия         |
| Диадумениан лат. Marcus Opellius Diadumenianus лат. Marcus Opellius Antoninus Diadumenianus                                                                                                | Марк Опеллий Диадумениан как император — Марк Опеллий Антонин Диадумениан |         | май — 8 июня 218 (соправитель Макрина); убит после поражения от войск Гелиогабала                                                                                           | Сын Макрина | Макрин                                                                                        | 14 сентября 208 — июнь 218, Зевгма                           |
| Гелиогабал лат. Sextus Varius Avitus Bassianus лат. Caesar Marcus Aurelius Antoninus Pius Felix Augustus                                                                                   | Секст Варий Авит Бассиан как император — Цезарь Марк Аврелий Антонин Пий Феликс Август |         | 16 мая 218 — 11 марта 222; убит преторианцами | Сводный внучатый племянник Септимия Севера, объявленный внебрачным сыном Каракаллы                                             | Макрин (противник)                                                                            | 204, Рим — 11 марта 222, Рим                                 |
| Геллий Максим лат. Gellius Maximus (полное имя не сохранилось) | Геллий Максим (полное имя не сохранилось) |         | 219 (в Келесирии); захвачен в плен и казнён | Провозглашён войсками | Гелиогабал (противник)                                                                        | ум. 219                                                      |
| Вер лат. Verus (полное имя не сохранилось) | Вер (полное имя не сохранилось) |         | 219 (в Финикии); захвачен в плен и казнён | Провозглашён войсками | Гелиогабал (противник)                                                                        | ум. 219                                                      |
| Селевк лат. (Julius Antonius?) Seleucus | (Юлий Антоний?) Селевк |         | между 218 и 222, (вероятно в Мёзии); судьба неизвестна | Провозглашён войсками | Гелиогабал (противник)                                                                        | ум. между 218 и 222                                          |
| Юлия Меса лат. Julia Maesa | Юлия Меса |         | 13 марта 222 — 3 августа 224 (соправительница Александра Севера) | Свояченица Септимия Севера, бабка Гелиогабала и Александра Севера                                                              | Юлия Мамея, Александр Север                                                                   | 7 мая ранее 160, Эмеса — 3 августа 224, Рим                  |
| Юлия Мамея лат. Julia Avita Mamaea | Юлия Авита Мамея |         | 13 марта 222 — 3 августа 224 (соправительница Юлии Месы и Александра Севера), 3 августа 224 — 21 марта 235 (соправительница Александра Севера); убита восставшими солдатами | Дочь Юлии Месы, сводная племянница Септимия Севера, тётка Гелиогабала и мать Александра Севера                                 | Юлия Меса, Александр Север                                                                    | 14/29 августа ок. 182, Эмеса — 21 марта 235, Могонциак       |
| Александр Север лат. Marcus Iulius Gessius Bassianus Alexianus; лат. Caesar Marcus Aurelius Alexander лат. Caesar Marcus Aurelius Severus Alexander Augustus                               | Марк Юлий Гессий Бассиан Алексиан как приёмный сын Гелиогабала с 221 — Цезарь Марк Аврелий Александр как император — Цезарь Марк Аврелий Север Александр Август                                             |         | 13 марта 222 — 3 августа 224 (соправитель Юлии Месы), 3 августа 224 — 21 марта 235 (соправитель Юлии Мамеи); убит восставшими солдатами                                     | Сводный внучатый племянник Септимия Севера, объявленный внебрачным сыном Каракаллы; двоюродный брат и приёмный сын Гелиогабала | Юлия Меса, Юлия Мамея                                                                         | 1 октября 208, Кесария Финикийская — 21 марта 235, Могонциак |

### Кризис III века
Все императоры (и узурпаторы) этого периода умерли насильственной смертью, кроме Гостилиана, скончавшегося от чумы.

#### Солдатские императоры
| Имя | Имя на русском языке | Портрет | Годы правления                                                                                                | Приход к власти                                          | Соправители                                                                       | Годы жизни                                    |
| --- | --- | ------- | --- | -------------------------------------------------------- | --------------------------------------------------------------------------------- | --------------------------------------------- |
| Максимин I Фракиец лат. Gaius Iulius Verus Maximinus лат. Caesar Gaius Iulius Verus Maximinus Augustus                                                 | Гай Юлий Вер Максимин как император — Цезарь Гай Юлий Вер Максимин Август                                                         |         | 22 марта 235 — 24 июня 238; убит восставшими солдатами                                                        | Провозглашён войсками                                    | Гай Юлий Вер Максим (цезарь), противники — Гордиан I, Гордиан II, Пупиен, Бальбин | 173, Фракия — 24 июня 238, Аквилея            |
| Гордиан I лат. Marcus Antonius Gordianus Sempronianus Romanus Africanus лат. Caesar Marcus Antonius Gordianus Sempronianus Romanus Africanus Augustus  | Марк Антоний Гордиан Семпрониан Роман Африкан как император — Цезарь Марк Антоний Гордиан Семпрониан Роман Африкан Август         |         | 22 марта — 12 апреля 238 (соправитель Гордиана II); покончил с собой после поражения от войск Максимина I     | Провозглашён сенатом                                     | Максимин I (противник), Гордиан II                                                | ок. 164, Фригия — 12 апреля 238, Карфаген     |
| Гордиан II лат. Marcus Antonius Gordianus Sempronianus Romanus Africanus лат. Caesar Marcus Antonius Gordianus Sempronianus Romanus Africanus Augustus | Марк Антоний Гордиан Семпрониан Роман Африкан как император — Цезарь Марк Антоний Гордиан Семпрониан Роман Африкан Август         |         | 22 марта — 12 апреля 238 (соправитель Гордиана I); погиб в битве с войсками Максимина I                       | Сын Гордиана I                                           | Максимин I (противник), Гордиан I                                                 | 192, Фригия — 12 апреля 238, Карфаген         |
| Пупиен лат. Marcus Clodius Pupienus Maximus лат. Caesar Marcus Clodius Pupienus Maximus Augustus                                                       | Марк Клодий Пупиен Максим как император — Цезарь Марк Клодий Пупиен Максим Август                                                 |         | 22 апреля — 29 июля 238 (соправитель Бальбина); убит преторианцами                                            | Провозглашён сенатом                                     | Бальбин, Гордиан III (цезарь)                                                     | ок. 164 — 29 июля 238, Рим                    |
| Бальбин лат. Decimus Caelius Calvinus Balbinus Pius лат. Caesar Decimus Caelius Calvinus Balbinus Pius Augustus                                        | Децим Целий Кальвин Бальбин Пий как император — Цезарь Децим Целий Кальвин Бальбин Пий Август                                     |         | 22 апреля — 29 июля 238 (соправитель Пупиена); убит преторианцами                                             | Провозглашён сенатом                                     | Пупиен, Гордиан III (цезарь)                                                      | 178 — 29 июля 238, Рим                        |
| Гордиан III лат. Marcus Antonius Gordianus Pius лат. Caesar Marcus Antonius Gordianus Pius Augustus                                                    | Марк Антоний Гордиан Пий как император — Цезарь Марк Антоний Гордиан Пий Август                                                   |         | 29 июля 238 — 11 февраля 244; погиб в битве с персами                                                         | Сын сестры Гордиана II                                   |                                                                                   | 20 января 225, Рим — 11 февраля 244, Фаллуджа |
| Сабиниан лат. Sabinianus (полное имя не сохранилось)                                                                                                   | Сабиниан (полное имя не сохранилось)                                                                                              |         | 240 (в Африке); захвачен в плен и казнён                                                                      | Провозглашён войсками                                    | Гордиан III (противник)                                                           | ум. 240, Карфаген                             |
| Филипп I Араб лат. Marcus Iulius Philippus лат. Caesar Marcus Iulius Philippus Augustus                                                                | Марк Юлий Филипп как император — Цезарь Марк Юлий Филипп Август                                                                   |         | февраль 244 — сентябрь 249; погиб в битве с войсками Деция Траяна                                             | Провозглашён войсками                                    | Филипп II                                                                         | ок. 204, Трахонт — сентябрь 249, Верона       |
| Филипп II Младший лат. Marcus Iulius Severus Philippus лат. Caesar Marcus Iulius Severus Philippus Augustus                                            | Марк Юлий Север Филипп как император — Цезарь Марк Юлий Север Филипп Август                                                       |         | 21 апреля 247 — сентябрь 249 (соправитель Филиппа I); убит преторианцами                                      | Сын Филиппа I                                            | Филипп I                                                                          | 237 — сентябрь 249, Рим                       |
| Пакациан лат. Tiberius Claudius Marinus Pacatianus лат. Caesar Tiberius Claudius Marinus Pacatianus Augustus                                           | Тиберий Клавдий Марин Пакациан как император — Цезарь Тиберий Клавдий Марин Пакациан Август                                       |         | 248 (в Мёзии); убит своими солдатами                                                                          | Провозглашён войсками                                    | Филипп I (противник)                                                              | ум. 248, Мёзия                                |
| Иотапиан лат. Marcus F(ulvius?) Ru(fus?) Iotapianus лат. Caesar Marcus F(ulvius?) Ru(fus?) Iotapianus Augustus                                         | Марк Ф(ульвий?) Ру(ф?) Иотапиан как император — Цезарь Марк Ф(ульвий?) Ру(ф?) Иотапиан Август                                     |         | 249 (в Келесирии); убит своими солдатами                                                                      | Провозглашён войсками                                    | Филипп I (противник)                                                              | ум. 249, Антиохия                             |
| Силбаннак лат. Mar. (-inus? -ius? -cius?) Silbannacus                                                                                                  | Мар. (-ин? -ий? -ций?) Силбаннак (полное имя не сохранилось)                                                                      |         | в промежутке между 243 и 253 (вероятно в Белгике); вероятно убит                                              | Провозглашён войсками                                    |                                                                                   | ум. в промежутке между 243 и 253              |
| Деций Траян лат. Gaius Messius Quintus Decius лат. Caesar Gaius Messius Quintus Traianus Decius Augustus                                               | Гай Мессий Квинт Деций как император — Цезарь Гай Мессий Квинт Траян Деций Август                                                 |         | сентябрь 249 — 1 июля 251; погиб в битве с готами                                                             | Провозглашён войсками                                    | Геренний Этруск                                                                   | 201, Будалия — 1 июля 251, Абритт             |
| Геренний Этруск лат. Quintus Herennius Etruscus Messius Decius лат. Caesar Quintus Herennius Etruscus Messius Decius Augustus                          | Квинт Геренний Этруск Мессий Деций как император — Цезарь Квинт Геренний Этруск Мессий Деций Август                               |         | май — 1 июля 251 (соправитель Деция Траяна); погиб в битве с готами                                           | Старший сын Деция Траяна                                 | Деций Траян                                                                       | 220-е, Сирмий — 1 июля 251, Абритт            |
| Требониан Галл лат. Gaius Vibius Trebonianus Gallus лат. Caesar Gaius Vibius Trebonianus Gallus Augustus                                               | Гай Вибий Требониан Галл как император — Цезарь Гай Вибий Требониан Галл Август                                                   |         | 1 июля 251 — август 253; убит восставшими солдатами                                                           | Провозглашён войсками                                    | Гостилиан, Волузиан                                                               | 206, Перузия — август 253, Интерамна          |
| Гостилиан лат. Gaius Valens Hostilianus Messius Quintus лат. Caesar Gaius Valens Hostilianus Messius Quintus Augustus                                  | Гай Валент Гостилиан Мессий Квинт как император — Цезарь Гай Валент Гостилиан Мессий Квинт Август                                 |         | июль — август 251 (соправитель Требониана Галла); умер от чумы                                                | Младший сын Деция Траяна и приёмный сын Требониана Галла | Требониан Галл                                                                    | 230, Сирмий — август 251, Рим                 |
| Волузиан лат. Caius Vibius Afinius Gallus Veldumnianus Volusianus лат. Caesar Caius Vibius Afinius Gallus Veldumnianus Volusianus Augustus             | Гай Вибий Афиний Галл Велдумниан Волузиан как император — Цезарь Гай Вибий Афиний Галл Велдумниан Волузиан Август                 |         | август 251 — август 253 (соправитель Требониана Галла); убит восставшими солдатами                            | Сын Требониана Галла                                     | Требониан Галл                                                                    | ок. 230, Перузия — август 253, Интерамна      |
| Эмилиан лат. Marcus Aemilius Aemilianus лат. Caesar Marcus Aemilius Aemilianus Augustus                                                                | Марк Эмилий Эмилиан как император — Цезарь Марк Эмилий Эмилиан Август                                                             |         | август — сентябрь 253; убит восставшими солдатами                                                             | Провозглашён войсками                                    |                                                                                   | ок. 207, Менинкс — сентябрь 253, Сполетий     |
| Валериан I лат. Publius Licinius Valerianus лат. Caesar Publius Licinius Valerianus Augustus                                                           | Публий Лициний Валериан как император — Цезарь Публий Лициний Валериан Август                                                     |         | сентябрь 253 — июнь 260; умер в персидском плену                                                              | Провозглашён войсками                                    | Галлиен                                                                           | ок. 199 — 260-е, Персия                       |
| Галлиен лат. Publius Licinius Egnatius Gallienus лат. Caesar Publius Licinius Egnatius Gallienus Augustus                                              | Публий Лициний Эгнаций Галлиен как император — Цезарь Публий Лициний Эгнаций Галлиен Август                                       |         | сентябрь 253 — июнь 260 (соправитель Валериана I), июнь 260 — сентябрь 268; убит приверженцами Клавдия Готика | Сын Валериана I                                          | Валериан I, Салонин, «Тридцать тиранов» (противники)                              | 218, Этрурия — сентябрь 268, Медиолан         |
| Салонин лат. Publius Licinius Cornelius Saloninus Valerianus лат. Caesar Publius Cornelius Licinius Saloninus Valerianus Pius Felix Invictus Augustus  | Публий Лициний Корнелий Салонин Валериан как император — Цезарь Публий Лициний Корнелий Салонин Валериан Пий Феликс Инвикт Август |         | июль 260 (соправитель Галлиена); убит после поражения от войск Постума                                        | Сын Галлиена                                             | Галлиен                                                                           | 243 — июль 260, Колония Агриппина             |
| Ингенуй лат. Ingenuus (полное имя не сохранилось) | Ингенуй (полное имя не сохранилось)                                                                                               |         | 260 (в Паннонии); убит после поражения от войск Галлиена                                                      | Провозглашён войсками                                    | Галлиен (противник)                                                               | ум. 260, Мурса                                |
| Регалиан лат. P(ublius?) C(assius?) Regalianus | П(ублий?) К(ассий?) Регалиан |         | 260 (в Паннонии и Мёзии); убит при неясных обстоятельствах                                                    | Провозглашён войсками                                    | Галлиен (противник)                                                               | 215, Дакия — 260, Карнунт                     |
| Макриан Младший лат. Titus Fulvius Iunius Macrianus лат. Caesar Titus Fulvius Iunius Macrianus Augustus                                                | Тит Фульвий Юний Макриан как император — Цезарь Тит Фульвий Юний Макриан Август                                                   |         | 260—261 (в азиатских провинциях и Египте); убит после поражения от войск Галлиена                             | Провозглашён войсками своего отца Макриана Старшего      | Квиет, Галлиен (противник)                                                        | ум. 261, Фракия                               |
| Квиет лат. Titus Fulvius Iunius Quietus лат. Caesar Titus Fulvius Junius Quietus Augustus                                                              | Тит Фульвий Юний Квиет как император — Цезарь Тит Фульвий Юний Квиет Август                                                       |         | 260—261 (соправитель Макриана Младшего); убит после поражения от войск Одената                                | Сын Макриана Старшего и брат Макриана Младшего           | Макриан Младший, Галлиен (противник)                                              | ум. 261, Эмеса                                |
| Валент лат. Valens (полное имя не сохранилось) | Валент (полное имя не сохранилось)                                                                                                |         | 261 (в Ахее); убит своими солдатами                                                                           | Провозглашён войсками                                    | Галлиен (противник)                                                               | ум. 261, Ахея                                 |
| Муссий Эмилиан лат. Lucius Mussius Aemilianus лат. Caesar Titus Fulvius Junius Quietus Augustus                                                        | Луций Муссий Эмилиан как император — Цезарь Луций Муссий Эмилиан Август                                                           |         | 261—261/262 (в Египте); убит после поражения от войск Галлиена                                                | Провозгласил себя сам                                    | Галлиен (противник)                                                               | ум. 262                                       |
| Авреол лат. Manius Acilius Aureolus | Маний Ацилий Авреол |         | 268 (в Медиолане); убит после поражения от войск Галлиена                                                     | Провозглашён войсками                                    | Галлиен (противник)                                                               | 220-е, Дакия — 268, Медиолан                  |

#### Императоры Галлии
Галльская империя (лат. Imperium Galliarum) — государственное образование, возникшее на территории Римской Галлии во время кризиса III века. Империя просуществовала с 260-го по 274 гг. и помимо Галлии включала в себя Иберию, Британию и Германию (после гибели Постума Иберия вернулась под власть Рима). Столицей империи был нижнегерманский город Колония Агриппина. При императоре Тетрике I столица была перенесена в белгикский город Августа Треверорум. В 274 г. Тетрик I сдался императору Аврелиану, и западные провинции вновь вошли в состав Римской империи
| Имя | Имя на русском языке                                                                                    | Портрет | Годы правления                                                                 | Приход к власти                                  | Соправители        | Годы жизни                 |
| --- | --- | ------- | ------------------------------------------------------------------------------ | ------------------------------------------------ | ------------------ | -------------------------- |
| Постум лат. Marcus Cassianius Latinius Postumus лат. Caesar Marcus Cassianus Latinius Postumus Augustus Germanicus Maximus | Марк Кассианий Латиний Постум как император — Цезарь Марк Кассиан Латиний Постум Август Германик Максим |         | 260—269; убит собственным войском                                              | Провозглашён войсками                            | Лелиан (противник) | Галлия — ум. 269           |
| Лелиан лат. Ulpius Cornelius Laelianus                                                                                     | Ульпий Корнелий Лелиан                                                                                  |         | февраль — апрель 269; (в городе Могонтиациуме); убит при осаде города Постумом | Провозгласил себя сам                            | Постум (противник) | Галлия — ум. апрель 269    |
| Марий лат. Marcus Aurelius Marius                                                                                          | Марк Аврелий Марий                                                                                      |         | 269; (от 3 дней до 3 месяцев), убит                                            | Провозглашён войсками после убийства ими Постума |                    | ум. 269                    |
| Викторин лат. Marcus Piavonius Victorinus                                                                                  | Марк Пиавоний Викторин                                                                                  |         | август 269—270/271; убит                                                       | Провозглашён войсками                            |                    | ум. 271, Колония Агриппина |
| Домициан II лат. Domitianus (полное имя не сохранилось)                                                                    | Домициан (полное имя не сохранилось)                                                                    |         | 270 или 271; судьба неизвестна                                                 | Неизвестно                                       |                    | ум. 271                    |
| Тетрик I лат. Gaius Pius Esuvius Tetricus                                                                                  | Гай Пий Эзувий Тетрик                                                                                   |         | 270—274, с 273 назначил соправителем сына Тетрика II                           | Провозглашён солдатами                           | Тетрик II          |                            |
| Тетрик II лат. Gaius Pius Esuvius Tetricus                                                                                 | Гай Пий Эзувий Тетрик                                                                                   |         | 273—274, соправителем отца Тетрика I                                           | Сын и соправитель Тетрика I                      | Тетрик I           |                            |

#### Пальмирское царство
Пальмирское царство (260—273) — сепаратистское государство с центром в Пальмире, образованное на востоке Римской империи во время её частичного распада в III веке. В него входили провинции Сирия, Палестина, Аравия, Египет и юго-восточная Анатолия. Правители именовались на персидский манер титулом «царя царей». Было разгромлено императором Аврелианом, вернувшим восточные провинции под власть Рима.
| Имя                                                                    | Имя на русском языке                          | Портрет | Годы правления                                               | Приход к власти                         | Соправители | Годы жизни                |
| ---------------------------------------------------------------------- | --------------------------------------------- | ------- | ------------------------------------------------------------ | --------------------------------------- | ----------- | ------------------------- |
| Оденат лат. Lucius Septimius Odaenathus                                | Луций Септимий Оденат                         |         | 260—267; убит двоюродным братом Меонием                      | Провозгласил царём сам себя             | Герод       |                           |
| Герод лат. Herodes Septimius                                           | Герод Септимий                                |         | 264—267 (соправитель Одената); убит двоюродным дядей Меонием | Старший сын Одената                     | Оденат      |                           |
| Зенобия лат. Zenobia Septimia                                          | Зенобия Септимия                              |         | 267—273 (соправительница Вабаллата); низложена Аврелианом    | Вторая жена Одената и мать Вабаллата    | Вабаллат    | ум. в Тибуре              |
| Вабаллат лат. Lucius Iulius Aurelius Septimius Vaballathus Athenodorus | Луций Юлий Аврелий Септимий Вабаллат Афинодор |         | 267—273 (соправитель Зенобии); низложен Аврелианом           | Младший сын Одената от брака с Зенобией | Зенобия     | ум. в 273 по дороге в Рим |

#### Иллирийские императоры
| Имя | Имя на русском языке                                                                                      | Портрет | Годы правления                                                                                     | Приход к власти                                             | Соправители                                           | Годы жизни                                    |
| --- | --- | ------- | -------------------------------------------------------------------------------------------------- | ----------------------------------------------------------- | ----------------------------------------------------- | --------------------------------------------- |
| Клавдий II лат. Marcus Aurelius Valerius Claudius лат. Caesar Marcus Aurelius Claudius Pius Felix Invictus Augustus | Марк Аврелий Валерий Клавдий как император — Цезарь Марк Аврелий Валерий Клавдий Пий Феликс Инвикт Август |         | сентябрь 268 — январь 270                                                                          | Провозглашён войсками после смерти Галлиена                 |                                                       | 10 мая 213 — январь 270, Сирмий               |
| Квинтилл лат. Marcus Aurelius Claudius Quintillus лат. Caesar Marcus Aurelius Claudius Quintillus                   | Марк Аврелий Клавдий Квинтилл как император — Цезарь Марк Аврелий Клавдий Квинтилл                        |         | август — сентябрь 270; покончил с собой после перехода войск к Аврелиану                           | Брат Клавдия II, провозглашён сенатом                       |                                                       | 220, Дардания, Верхняя Мёзия — 270, Аквилея   |
| Аврелиан лат. Lucius Domitius Aurelianus лат. Caesar Lucius Domitius Aurelianus Augustus                            | Луций Домиций Аврелиан как император — Цезарь Луций Домиций Аврелиан Август                               |         | 9 сентября 270 — сентябрь 275; убит заговорщиками                                                  | Провозглашён войсками                                       | Узурпаторы Фелициссим, Урбан, Фирм, Септимий, Фаустин | 214, Сирмий — 15 сентября 275, Византий       |
| Тацит лат. Marcus Claudius Tacitus лат. Caesar Marcus Claudius Tacitus Augustus                                     | Марк Клавдий Тацит как император — Цезарь Марк Клавдий Тацит Август                                       |         | 25 сентября 275 — июнь 276; умер, или убит солдатами                                               | Провозглашён сенатом                                        |                                                       | 200, Терни — июнь 276, Тиана, Каппадокия      |
| Флориан лат. Marcus Annius Florianus лат. Caesar Marcus Annius Florianus Augustus                                   | Марк Анний Флориан как император — Цезарь Марк Анний Флориан Август                                       |         | июль — сентябрь 276 покончил жизнь самоубийством, узнав о провозглашении Проба                     | Захватил власть самовольно, брат Тацита                     |                                                       | ум. 9 сентября 276, Тарсус                    |
| Проб лат. Marcus Aurelius Probus лат. Caesar Marcus Aurelius Probus Augustus                                        | Марк Аврелий Проб как император — Цезарь Марк Аврелий Проб Август                                         |         | сентябрь 276 — сентябрь 282; убит солдатами                                                        | Провозглашён войсками                                       | Узурпаторы Сатурнин, Прокул и Боноз                   | 19 августа 232, Сирмий — сентябрь 282, Сирмий |
| Сатурнин лат. Sextus (Gaius?) Iulius Saturninus                                                                     | Секст (Гай?) Юлий Сатурнин                                                                                |         | 280 (в Египте); убит солдатами                                                                     | Провозглашён войсками                                       | противник — Проб                                      | ум. 280, Иудея                                |
| Прокул лат. Proculus (полное имя не сохранилось)                                                                    | Т(ит)? Э(лий)? Прокул (полное имя не сохранилось)                                                         |         | 280; (в Галлии); казнён                                                                            | Провозглашён войсками                                       | противник — Проб                                      | Альбенга — 281                                |
| Боноз лат. Bonosus (полное имя не сохранилось)                                                                      | Боноз (полное имя не сохранилось)                                                                         |         | 281; (в Германии); покончил с собой                                                                | Провозглашён войсками                                       | противник — Проб                                      |                                               |
| Кар лат. Marcus Aurelius Carus лат. Caesar Marcus Aurelius Carus Augustus                                           | Марк Аврелий Кар как император — Цезарь Марк Аврелий Кар Август                                           |         | сентябрь 282 — август 283; убит молнией                                                            | Провозглашён войсками                                       |                                                       | 224, Нарбо — август 283, на реке Тигр         |
| Карин лат. Marcus Aurelius Carinus лат. Caesar Marcus Aurelius Carinus Augustus                                     | Марк Аврелий Карин как император — Цезарь Марк Аврелий Карин Август                                       |         | август 283 — июль 285, до ноября 284 в соправлении с братом Нумерианом, убит войсками Диоклетиана  | Сын Кара                                                    | Нумериан, противники — Юлиан I, Диоклетиан            | ум. июль 285, на реке Мораве                  |
| Нумериан лат. Marcus Aurelius Numerius Numerianus лат. Caesar Marcus Aurelius Numerius Numerianus Augustus          | Марк Аврелий Нумерий Нумериан как император — Цезарь Марк Аврелий Нумерий Нумериан Август                 |         | август 283— ноябрь 284, в соправлении с братом Карином, убит приверженцами своего тестя Аррия Апта | Сын Кара                                                    | Карин                                                 | ум. ноябрь 284, Эмеза                         |
| Юлиан I лат. Marcus Aurelius Sabinus Iulianus                                                                       | Марк Аврелий Сабин Юлиан                                                                                  |         | ноябрь 284—285; погиб в битве с Карином                                                            | Провозглашён войсками после сообщения об убийстве Нумериана | противник — Карин                                     |                                               |

## Доминат

### Тетрархия
Тетра́рхия (греч. τετραρχία — «четверовла́стие») — система управления, возглавляемая четырьмя людьми (тетрархами). Как правило, тетрархией называется система управления Римской империей, введённая императором Диоклетианом в 293 году и продолжавшаяся до 313 года. В 285 году Диоклетиан назначил военачальника Максимиана младшим соправителем («цезарем»), а в 286 году — «августом». Диоклетиан управлял восточной половиной империи, а Максимиан — западной. В 293 году, посчитав, что военные и гражданские проблемы требуют специализации, в помощники августам было назначено по одному цезарю (Галерий и Констанций Хлор). Предполагалось, что августы будут отрекаться после 20-летнего правления, а их власть будет переходить к цезарям. Четырьмя столицами тетрархов были:
- Никомедия (сейчас Измит в Турции) — столица восточного (и де-факто старшего) августа
- Медиолан (сейчас Милан в Италии) — столица западного (и де-факто младшего) августа
- Сирмий (сейчас Сремска-Митровица в Сербии) — столица восточного цезаря
- Августа Треверорум (сейчас Трир в Германии) — столица западного цезаря

| Имя | Имя на русском языке                                                                        | Портрет | Годы правления | Приход к власти                                                                        | Соправители | Годы жизни                                               |
| --- | ------------------------------------------------------------------------------------------- | ------- | --- | -------------------------------------------------------------------------------------- | --- | -------------------------------------------------------- |
| Диоклетиан лат. Diocles лат. Caesar Gaius Aurelius Valerius Diocletianus Augustus                                   | Диокл как император — Цезарь Гай Аврелий Валерий Диоклетиан Август                          |         | 20 ноября 284 — 1 апреля 286 (август), 1 апреля 286 — 1 мая 305 (восточный август)                                                                     | Провозглашён войсками после смерти Кара и убийства Нумериана во время персидской войны | Карин (противник), Максимиан (цезарь и западный август), Галерий (восточный цезарь), Констанций I Хлор (западный цезарь) | 22 декабря 244, Диоклетия — 3 декабря 311, Салона        |
| Максимиан лат. Marcus Aurelius Valerius Maximianus Herculius                                                        | Марк Аврелий Валерий Максимиан Геркулий                                                     |         | 21 июля 285 — 1 апреля 286 (цезарь), 1 апреля 286 — 1 мая 305 (западный август)                                                                        | Назначен Диоклетианом                                                                  | Диоклетиан (восточный август), Констанций I Хлор (западный цезарь), Галерий (восточный цезарь) | 250, Сирмий — июль 310, Массалия                         |
| Галерий лат. Gaius Galerius Valerius Maximianus лат. Gaius Caesar Galerius Valerius Maximianus Augustus             | Гай Галерий Валерий Максимиан как император — Гай Цезарь Галерий Валерий Максимиан Август   |         | 1 марта 293 — 1 мая 305 (восточный цезарь), 1 мая 305 — 5 мая 311 (восточный август)                                                                   | Назначен Диоклетианом                                                                  | Диоклетиан (восточный август), Максимиан (западный август), Констанций I Хлор (западный цезарь и западный август), Флавий Север (западный цезарь и западный август), Максимин II Даза (восточный цезарь и восточный август), Лициний (западный цезарь и западный август), Константин I Великий (западный цезарь) | ок. 250, Феликс Ромулиана — 5 мая 311, Сердика           |
| Констанций I Хлор лат. Marcus Flavius Valerius Constantius лат. Caesar Marcus Flavius Valerius Constantius Augustus | Марк Флавий Юлий Констанций как император — Цезарь Марк Флавий Валерий Констанций Август    |         | 1 марта 293 — 1 мая 305 (западный цезарь), 1 мая 305 — 25 июля 306 (западный август)                                                                   | Назначен Диоклетианом                                                                  | Диоклетиан (восточный август), Максимиан (западный август), Галерий (восточный цезарь и восточный август), Флавий Север (западный цезарь) | 31 марта 250, Дардания — 25 июля 306, Эборакум, Британия |
| Караузий лат. Marcus Aurelius Mausaeus Valerius Carausius                                                           | Марк Аврелий Мавзей Валерий Караузий                                                        |         | 286 — 293 (в Британии); убит своим казначеем Аллектом                                                                                                  | Провозгласил себя сам                                                                  | тетрархи (противники) | Белгика — 293, Британия                                  |
| Аллект лат. Allectus (полное имя не сохранилось)                                                                    | Аллект (полное имя не сохранилось)                                                          |         | 293 — 296 (в Британии); погиб в битве с Констанцием I Хлором                                                                                           | Провозгласил себя сам                                                                  | тетрархи (противники) | ум. 296, Британия                                        |
| Флавий Север лат. Severus лат. Caesar Flavius Valerius Severus Augustus                                             | Север как император — Цезарь Флавий Валерий Север Август                                    |         | 1 мая 305 — 25 июля 306 (западный цезарь), 25 июля 306 — 16 февраля 307 (западный август); покончил с собой по приказу Максенция                       | Назначен Галерием и Констанцием I Хлором                                               | Галерий (восточный август), Констанций I Хлор (западный август), Максимин II Даза (западный цезарь), Константин I Великий (западный цезарь) | Иллирик — 16 февраля 307, Рим                            |
| Максимин II Даза лат. Maximinus лат. Caesar Gaius Valerius Galerius Maximinus Augustus                              | Максимин как император — Цезарь Гай Валерий Галерий Максимин Август                         |         | 1 мая 305—310 (восточный цезарь), 310 — май 312 (восточный август)                                                                                     | Назначен Галерием и Констанцием I Хлором                                               | Галерий (восточный август), Констанций I Хлор (западный август), Флавий Север (западный цезарь и западный август), Лициний (западный август), Константин I Великий (западный цезарь) | 20 ноября 270, Феликс Ромулиана — август 313, Тарс       |
| Максенций лат. Marcus Aurelius Valerius Maxentius лат. Caesar Marcus Aurelius Valerius Maxentius Augustus           | Марк Аврелий Валерий Максенций как император — Цезарь Марк Аврелий Валерий Максенций Август |         | 28 октября 306 — 28 октября 312 (в Италии) | Провозгласил себя сам                                                                  | тетрархи (противники) | 278 — 28 октября 312, Рим                                |
| Максимиан лат. Marcus Aurelius Valerius Maximianus Herculius                                                        | Марк Аврелий Валерий Максимиан Геркулий                                                     |         | 306 — 11 ноября 308 (соправитель Максенция в Италии); низложен Максенцием                                                                              | Назначен Максенцием                                                                    | Максенций, тетрархи (противники) | 250, Сирмий — июль 310, Массалия                         |
| Лициний лат. Flavius Galerius Valerius Licinian Licinius                                                            | Флавий Галерий Валерий Лициниан Лициний                                                     |         | 307 — 11 ноября 308 (западный цезарь), 11 ноября 308—312 (западный август), 312 — 18 сентября 324 (восточный август); задушен по приказу Константина I | Назначен Галерием                                                                      | Галерий (восточный август), Констанций I Хлор (западный август), Максимин II Даза (восточный цезарь и восточный август), Валент I (западный август), Мартиниан (западный август), Константин I Великий (западный цезарь и западный август), Крисп (западный цезарь), Константин II (западный цезарь)             | 263 или 265, Дакия — весна 325, Фессалоники              |
| Домиций Александр лат. Lucius Domitius Alexander                                                                    | Луций Домиций Александр                                                                     |         | 308 — 311 (в Африке) | Провозглашён войсками                                                                  | тетрархи (противники) | Фригия — ум. 311, Африка                                 |
| Максимиан лат. Marcus Aurelius Valerius Maximianus Herculius                                                        | Марк Аврелий Валерий Максимиан Геркулий                                                     |         | 310 (в Нарбонской Галлии); низложен Константином I, покончил с собой                                                                                   | Провозгласил себя сам                                                                  | тетрархи (противники) | 250, Сирмий — июль 310, Массалия                         |
| Валент I лат. Gaius Aurelius Valerius Valens                                                                        | Гай Аврелий Валерий Валент                                                                  |         | декабрь 316 — 1 марта 317 (западный август); низложен и казнён Лицинием                                                                                | Назначен Лицинием                                                                      | Лициний (восточный август), Константин I Великий (западный август) | ум. 317                                                  |
| Мартиниан лат. Sextus Marcius Martinianus                                                                           | Секст Марций Мартиниан                                                                      |         | июль — 18 сентября 324 (западный август); казнён Константином I                                                                                        | Назначен Лицинием                                                                      | Лициний (восточный август), Константин I Великий (западный август) | ум. 324, Фессалоники                                     |

### Династия Константина (2-я Флавиев)
| Имя                                                                                       | Имя на русском языке                                              | Портрет | Годы правления | Приход к власти                                                                                                  | Соправители | Годы жизни                                                                   |
| ----------------------------------------------------------------------------------------- | ----------------------------------------------------------------- | ------- | --- | --- | --- | ---------------------------------------------------------------------------- |
| Константин I Великий лат. Flavius Valerius Aurelius Constantinus                          | Флавий Валерий Аврелий Константин                                 |         | 25 июля 306 — 29 октября 312 (западный цезарь), 29 октября 312 — 19 сентября 324 (западный август), 19 сентября 324 — 22 мая 337 | сын Констанция I Хлора, провозглашён по его настоянию                                                            | Максимиан (западный август), Галерий (восточный август), Флавий Север (западный август), Максимин II Даза (восточный цезарь) и (восточный август), Лициний (западный цезарь), (западный август) и (восточный август), Валент I (западный август), Мартиниан (западный август), Крисп, Константин II, Констанций II, Констант, Далмаций Младший, Ганнибалиан Младший | 27 февраля 272, Наисс — 22 мая 337, Никомедия                                |
| Крисп лат. Flavius Iulius Crispus                                                         | Флавий Юлий Крисп                                                 |         | 1 марта 317—326 (западный цезарь); убит по приказу отца | старший сын Константина Великого от первого брака с Минервиной; назначен Константином Великим                    | Константин I Великий (западный август), Лициний (восточный август), Константин II Констанций II | ок. 305, Никомедия — 326                                                     |
| Константин II лат. Flavius Claudius Constantinus                                          | Флавий Клавдий Константин                                         |         | 1 марта 317 — 22 мая 337 (западный цезарь), 22 мая 337—340 (Галлия, Испания и Британия; в соправлении с братьями Констанцием II и Константом); погиб в битве с Константом                                                                       | старший сын Константина Великого от второго брака с Фаустой; назначен Константином Великим                       | Константин I Великий (западный август), Лициний (восточный август), Крисп, Констанций II, Констант, Далмаций Младший, Ганнибалиан Младший | февраль 317, Арелат — 340, Аквилея                                           |
| Констанций II лат. Flavius Iulius Constantius                                             | Флавий Юлий Констанций                                            |         | 23 ноября 324 — 22 мая 337 (цезарь), 22 мая 337—340 (азиатские провинции; в соправлении с братьями Константином II и Константом), 340 — 350 (восточные провинции; в соправлении с Константом), 350 — 3 ноября 361                               | второй сын Константина Великого от второго брака с Фаустой; назначен Константином Великим                        | Константин I Великий (западный август), Крисп, Константин II, Констант, Далмаций Младший, Ганнибалиан Младший, Констанций Галл, Ветранион, Юлиан II Отступник | 7 августа 317, Сирмий — 3 ноября 361, Мопсустия, Киликия                     |
| Констант лат. Flavius Iulius Constans                                                     | Флавий Юлий Констант                                              |         | 333 — 22 мая 337 (цезарь), 22 мая 337—340 (балканские провинции; в соправлении с братьями Константином II и Констанцием II), 340 — 350 (западные провинции; в соправлении с братом Констанцием II); свергнут армией и убит по приказу Магненция | третий сын Константина Великого от второго брака с Фаустой; назначен Константином Великим                        | Константин I Великий (западный август), Константин II, Констанций II, Далмаций Младший, Ганнибалиан Младший | 323 — 350, ок. Эльно, Галлия                                                 |
| Далмаций Младший лат. Flavius Dalmatius                                                   | Флавий Далмаций                                                   |         | 19 сентября 335—337 (цезарь); убит Констанцием II | старший сын Далмация Старшего, сводного брата Константина Великого; назначен Константином Великим                | Константин I Великий (западный август), Константин II, Констанций II, Констант, Ганнибалиан Младший | ум. 337                                                                      |
| Ганнибалиан Младший лат. Flavius Hannibalianus                                            | Флавий Ганнибалиан                                                |         | 335 — сентябрь 337 (цезарь); убит Констанцием II | младший сын Далмация Старшего, сводного брата Константина Великого; назначен Константином Великим                | Константин I Великий (западный август), Константин II, Констанций II, Констант, Далмаций Младший | ум. в сентябре 337                                                           |
| Магненций лат. Flavius Magnus Magnentius                                                  | Флавий Магн Магненций                                             |         | 18 января 350 — 11 августа 353; (Галлия и Италия); бросился на меч | Провозглашён войсками                                                                                            | Магн Деценций | 303, Самаробрива — 11 августа 353, Лугдун                                    |
| Магн Деценций лат. Magnus Decentius                                                       | Магн Деценций                                                     |         | 350 или 351 — 18 августа 353 (цезарь); повесился на перевязи | Брат Магненция, провозглашён Магненцием                                                                          | Магненций | ум. 18 августа 353, Сеноны                                                   |
| Ветранион лат. Vetranio (полное имя не сохранилось)                                       | Ветранион (полное имя не сохранилось)                             |         | 1 марта — 25 декабря 350; (в Сирмии),; лишён власти Констанцием II | Провозглашён войсками и признан Констанцием II                                                                   | Констанций II | Мёзия — 356, Сирмий                                                          |
| Непоциан лат. Flavius Iulius Popilius Nepotianus Constantinus                             | Флавий Юлий Попилий Непоциан Константин                           |         | 3 июня — 30 июня 350; (в Риме); убит по приказу Магненция | Внук Констанция I Хлора, провозглашён войсками                                                                   | | ум. 30 июня 350, Рим                                                         |
| Констанций Галл лат. Flavius Claudius Constantius Gallus                                  | Флавий Клавдий Констанций Галл                                    |         | 15 марта 351—354 (цезарь); казнён Констанцием II | старший сын Юлия Констанция, брата Константина Великого; назначен Констанцием II                                 | Констанций II | ок. 335, Масса — 354, Пола                                                   |
| Сильван лат. Claudius Silvanus                                                            | Клавдий Сильван                                                   |         | 11 августа — 7 сентября 355; (в Колонии Агриппине); убит солдатами | Провозгласил себя сам                                                                                            | | ум. 7 сентября 355, Колония Агриппина                                        |
| Юлиан II Отступник лат. Flavius Claudius Iulianus лат. Flavius Claudius Iulianus Augustus | Флавий Клавдий Юлиан, как император — Флавий Клавдий Юлиан Август |         | 6 ноября 355 — февраль 360 (цезарь), февраль 360 — 3 ноября 361 (западные провинции), 3 ноября 361 — 26 июня 363 | Племянник Константина Великого по мужской линии; назначен Констанцием II цезарем; провозглашён войсками августом | Констанций II | 331 или 332, Константинополь — 26 июня 363, в битве при Маранге, Месопотамия |
| Иовиан лат. Flavius Claudius Iovianus                                                     | Флавий Клавдий Иовиан                                             |         | 27 июня 363 — 17 февраля 364 | Провозглашён войском после гибели Юлиана II Отступника                                                           | | 330 или 331, Сингидунум — 17 февраля 364, Дадастана, Вифиния                 |

### Династия Валентиниана-Феодосия
| Имя                                                                           | Имя на русском языке                                         | Портрет | Годы правления | Приход к власти                                                        | Соправители                                                                                 | Годы жизни                                              |
| ----------------------------------------------------------------------------- | ------------------------------------------------------------ | ------- | --- | ---------------------------------------------------------------------- | ------------------------------------------------------------------------------------------- | ------------------------------------------------------- |
| Валентиниан I лат. Flavius Valentinianus лат. Flavius Valentinianus Augustus  | Флавий Валентиниан как император — Флавий Валентиниан Август |         | 26 февраля — 28 марта 364 (единолично), 28 марта 364 — 17 ноября 375 (на Западе); соправитель Валента II                                                                                               | Провозглашён войсками, но принял управление лишь западными провинциями | Валент II, Грациан                                                                          | 321, Кибала — 17 ноября 375, Брегецион, на Дунае        |
| Валент II лат. Flavius Iulius Valens лат. Flavius Iulius Valens Augustus      | Флавий Юлий Валент как император — Флавий Юлий Валент Август |         | 28 марта 364 — 17 ноября 375, (на Востоке); соправитель Валентиниана I, 17 ноября 375 — 9 августа 378 (на Востоке); соправитель Грациана и Валентиниана II, погиб в сражении с готами                  | Брат Валентиниана I, назначен им                                       | Валентиниан I, Грациан, Валентиниан II                                                      | 328, Кибала — 9 августа 378, Адрианопольская битва      |
| Прокопий лат. Procopius (полное имя не сохранилось)                           | Прокопий (полное имя не сохранилось)                         |         | 26 сентября 365 — 27 мая 366; (в Малой Азии), казнён Валентом II | Провозглашён войсками                                                  |                                                                                             | 325, Киликия — 27 мая 366, Фракия                       |
| Грациан лат. Flavius Gratianus лат. Flavius Gratianus Augustus                | Флавий Грациан как император — Флавий Грациан Август         |         | 4 августа 367 — 17 ноября 375, соправитель отца на Западе, 17 ноября 375 — 25 августа 383 (на Западе); соправитель Валентиниана II, убит Магном Максимом                                               | Сын Валентиниана I, назначен им                                        | Валентиниан I, Валент II, Валентиниан II, Феодосий I Великий, противник — Магн Максим       | 18 апреля 359 год, Сирмий — 25 августа 383, Лугдун      |
| Валентиниан II лат. Flavius Valentinianus лат. Flavius Valentinianus Augustus | Флавий Валентиниан как император — Флавий Валентиниан Август |         | 375 — 25 августа 383, соправитель брата на Западе, 25 августа 383 — 15 мая 392, соправитель на Западе узурпатора Магна Максима, вероятно, убит по приказу Арбогаста                                    | Брат Грациана, назначен им                                             | Валент II, Грациан, Феодосий I Великий,, Магн Максим                                        | 371 — 15 мая 392 год, Вьенн                             |
| Магн Максим лат. Magnus Clemens Maximus                                       | Магн Клемент Максим                                          |         | 383 — 25 августа 383, противник Грациана, 25 августа 383—387, соправитель на Западе Валентиниана II, 387 — 28 августа 388, противник Валентиниана II и Феодосия I Великого, казнён Феодосием I Великим | Провозглашён войсками в Британии                                       | противник — Грациан, Валентиниан II, противник — Феодосий I Великий                         | ок. 335, Испания — 28 августа 388, Аквилея              |
| Флавий Виктор лат. Flavius Victor                                             | Флавий Виктор                                                |         | 383/384 или 387 — август 388, соправитель отца — Магна Максима, казнён по приказу Феодосия I Великого                                                                                                  | Сын Магна Максима, назначен им                                         | Магн Максим, Валентиниан II, противник — Феодосий I Великий                                 | ум. в августе 388, Августа Треверов                     |
| Евгений лат. Flavius Eugenius                                                 | Флавий Евгений                                               |         | 22 августа 392 — 6 сентября 394; казнён Феодосием I Великим | Провозглашён с помощью Арбогаста                                       | противник — Феодосий I Великий                                                              | ум. 6 сентября 394, на р. Фригид (совр. Словения)       |
| Феодосий I Великий лат. Flavius Theodosius лат. Flavius Theodosius Augustus   | Флавий Феодосий как император — Флавий Феодосий Август       |         | 19 января 379 — 15 мая 392 (на Востоке), 15 мая 392 — 17 января 395 (единолично) | назначен Грацианом                                                     | Грациан, Валентиниан II, Гонорий, Аркадий, противники — Магн Максим, Флавий Виктор, Евгений | 11 января 347, Кавка, Испания — 17 января 395, Медиолан |

## Западноримскиеимператоры
После 395 года общего правителя у обеих частей государства уже не было, хотя империя по-прежнему считалась единой, лишь управляемой двумя императорами и двумя дворами. Феодосий I Великий был последним императором, правившим единой Римской империей.
| Имя                                                          | Имя на русском языке                                 | Портрет | Годы правления | Приход к власти                                                                           | Соправители                                                                                                 | Годы жизни                                                |
| ------------------------------------------------------------ | ---------------------------------------------------- | ------- | --- | ----------------------------------------------------------------------------------------- | --- | --------------------------------------------------------- |
| Гонорий лат. Flavius Honorius лат. Flavius Honorius Augustus | Флавий Гонорий как император — Флавий Гонорий Август |         | 23 января 393 — 17 января 395; соправитель с отцом Феодосием I Великим 17 января 395 — 15 августа 423 (на Западе)                                                                          | Сын и соправитель Феодосия I Великого                                                     | Феодосий I Великий, Констанций III, противники — Константин III, Констант II, Приск Аттал, Иовин, Севастиан | 9 сентября 384, Константинополь — 15 августа 423, Равенна |
| Марк лат. Marcus (полное имя не сохранилось)                 | Марк (полное имя не сохранилось)                     |         | 406 — 407; (в Британии); убит солдатами | Провозглашён войсками                                                                     | | ум. 407, Британия                                         |
| Грациан лат. Gratianus (полное имя не сохранилось)           | Грациан (полное имя не сохранилось)                  |         | 407; (в Британии); убит солдатами | Провозглашён войсками                                                                     | | ум. 407, Британия                                         |
| Константин III лат. Flavius Claudius Constantinus            | Флавий Клавдий Константин                            |         | 407 — 409; (в Британии и Галлии) 409 — 411; совместно с Гонорием и Константом II, казнён Гонорием                                                                                          | Провозглашён войсками                                                                     | Гонорий, Констант II                                                                                        | ум. 18 сентября 411, ок. Равенны                          |
| Констант II лат. Constans (полное имя не сохранилось)        | Констант (полное имя не сохранилось)                 |         | 408 — 409 (цезарь) 409 — 411; совместно с Гонорием и Константином III, убит полководцем Геронтием                                                                                          | Сын и соправитель Константина III                                                         | Гонорий, Константин III                                                                                     | ум. до 18 сентября 411, Виенна                            |
| Приск Аттал лат. Priscus Attalus                             | Приск Аттал                                          |         | 409; смещён королём вестготов Аларихом I 414 — 415; вторично, схвачен будущим императором Констанцием III                                                                                  | Провозглашён сенатом по настоянию короля вестготов Алариха I, вторично — вновь вестготами | | ум. после 416, Липарские острова                          |
| Иовин лат. Jovinus (полное имя не сохранилось)               | Иовин (полное имя не сохранилось)                    |         | 411 — 413; (Галлия) казнён | Провозглашён войсками                                                                     | Севастиан                                                                                                   | ум. 413, Нарбо                                            |
| Севастиан лат. Sebastianus (полное имя не сохранилось)       | Севастиан (полное имя не сохранилось)                |         | 412 — 413; (Галлия) казнён | Брат и соправитель Иовина                                                                 | Иовин | ум. 413, Нарбо                                            |
| Констанций III лат. Flavius Constantius                      | Флавий Констанций                                    |         | 8 февраля — 2 сентября 421; соправитель Гонория | Назначен Гонорием его соправителем                                                        | Гонорий | Наисса — 2 сентября 421                                   |
| Иоанн лат. Flavius Johannes                                  | Флавий Иоанн                                         |         | 27 августа 423 — май 425; пленён и убит | Секретарь Гонория, после его смерти провозгласил сам себя                                 | | ум. в мае 425, Аквилея                                    |
| Валентиниан III лат. Flavius Placidus Valentinianus          | Флавий Плацид Валентиниан                            |         | 23 октября 423 — 23 октября 425 (цезарь) 23 октября 425 — 16 марта 455; единолично, заколот на Марсовом поле по приказу Петрония Максима                                                   | Сын Констанция III, после смерти которого провозглашён Феодосием II (дядей)               | | 2 июля 419, Равенна — 16 марта 455, Рим                   |
| Петроний Максим лат. Flavius Petronius Maximus               | Флавий Петроний Максим                               |         | 17 марта — 31 мая 455; забит камнями чернью | После убийства Валентиниана III принудил выйти замуж за себя его вдову и захватил власть  | | ум. 31 мая 455, Рим                                       |
| Авит лат. Marcus Maecilius Flavius Eparchius Avitus          | Марк Мецилий Флавий Епархий Авит                     |         | 10 июля 455 — 6 октября 456; отрёкся под давлением Рицимера | Избран на собрании представителей семи галльских провинций                                | | 385, Немесс — начало 457, по дороге в Галлию              |
| Майориан лат. Flavius Iulius Valerius Maiorianus             | Флавий Юлий Валерий Майориан                         |         | 1 апреля 457 — 2 августа 461; отрёкся под давлением Рицимера | Провозглашён в военном лагере в Равенне под давлением Рицимера                            | | ноябрь 420 — 7 августа 461, Тортона (от дизентерии)       |
| Либий Север лат. Flavius Libius Severus Serpentius           | Флавий Либий Север Серпентий                         |         | 19 ноября 461 — 15 августа 465; вероятно, отравлен по приказу Рицимера | Назначен Рицимером                                                                        | | Лукания — 15 августа 465                                  |
| Прокопий Антемий лат. Flavius Procopius Anthemius            | Флавий Прокопий Антемий                              |         | 12 апреля 467 — 11 июля 472; казнён Рицимером | Прислан византийским двором и назначен Рицимером                                          | | 12 апреля 467, Константинополь — 11 июля 472, Рим         |
| Олибрий лат. Flavius Anicius Olybrius                        | Флавий Аниций Олибрий                                |         | 11 июля — 23 октября 472; умер от чумы | Провозглашён в лагере Рицимера                                                            | | ум. 23 октября 472                                        |
| Глицерий лат. Flavius Glycerius                              | Флавий Глицерий                                      |         | 3 марта 473 — июнь 474; свергнут Юлием Непотом | Провозглашён полководцем Гундобадом                                                       | | ум. после 480                                             |
| Юлий Непот лат. Iulius Nepos                                 | Юлий Непот                                           |         | июнь 474 — 28 августа 475; (в Италии) 475 — 480; (укрылся в Далмации), убит в личных покоях, после известия о его смерти римский сенат выслал знаки императорской власти в Константинополь | Назначен византийским императором Львом I Макеллой, сверг Глицерия                        | Ромул Августул                                                                                              | 430 — 480, Салона                                         |
| Ромул Август лат. Flavius Romulus Augustus                   | Флавий Ромул как император- Флавий Ромул Август      |         | 31 октября 475 — 4 сентября 476; свергнут Одоакром | Провозглашён своим отцом — магистром армии Орестом                                        | Юлий Непот                                                                                                  | 461 или 463 — после 511                                   |